# Gadjah-Mada-Universität

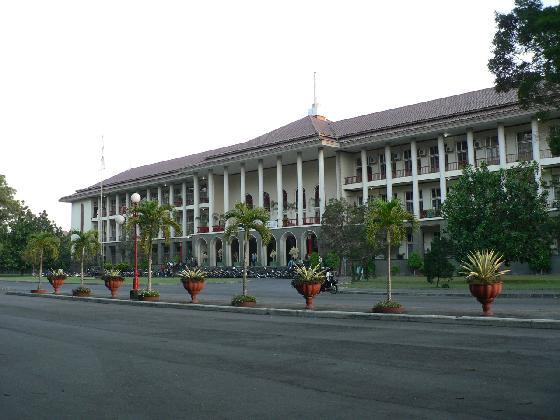
Gadjah-Mada-Universität

Die Gadjah-Mada-Universität (Bahasa Indonesia: Universitas Gadjah Mada, kurz: UGM) in Yogyakarta ist mit 55.000 Studenten die größte Universität in Indonesien nach Studentenzahlen und die älteste des Landes, gegründet am 19. Dezember 1949. Benannt ist sie nach Majapahits Premierminister Gajah Mada.

## Organisation
Die UGM wird von einem Rektorat geleitet, das aus dem Rektor und drei Vizerektoren besteht. Sie ist in 17 Fakultäten gegliedert:
- Landwirtschaft
- Landwirtschaftstechnologie
- Zoologie
- Biologie
- Kulturwissenschaft
- Zahnmedizin
- Wirtschaftswissenschaften
- Forstwirtschaft
- Geographie
- Rechtswissenschaft
- Mathematik und Naturwissenschaften
- Medizin
- Pharmazie
- Philosophie
- Psychologie
- Sozial- und Politikwissenschaft
- Veterinärmedizin

## Absolventen
- Antonius Baldinuci Saridjo (* 1940), indonesischer General
- Demétrio do Amaral de Carvalho (* 1966), osttimoresischer  Umweltaktivist und Politiker
- Faustino Cardoso Gomes, osttimoresischer Hochschullehrer und Beamter
- Francisco Miguel Martins (* 1966), osttimoresischer Hochschullehrer und Linguist
- Natalino Monteiro (* 1963), osttimoresischer Milizenchef
- Flávio Cardoso Neves, osttimoresischer Politiker
- Adi Utarini (* 1965), indonesische Hochschullehrerin im Bereich Medizin
- Manuel Vong (* 1962), osttimoresischer Hochschullehrer und Politiker
- Marçal Avelino Ximenes, osttimoresischer Hochschullehrer und Politiker